# 让-马克·博斯曼
让-马克·博斯曼（Jean-Marc Bosman，1964年10月30日—），前比利时足球员，司职中场。他在他的足球生涯中并没有什么辉煌的成就，但是他却凭借“博斯曼法案”名声大噪，尽管法案本身并没有带给他多少益处。

## 早年经历
让-马克·博斯曼于1964年10月30日生于比利时。1974年在他10岁时，他加入了比利时著名的标准列日俱乐部的青年队。期间他曾入选比利时国家青年队，并且一度是国家青年队的队长。1986年他与标准列日俱乐部正式签约，成为了一名职业球员。不过他渐渐发现自己很难在这样一支大球会的一线队立足。于是在两年后的1988年，他转会到了同城的RFC列日。转会费为100,000美元。合同中规定合同期限两年，月薪2500美元。

## 人生转折
1990年4月，博斯曼与RFC列日的合同即将到期。俱乐部方面提出与他续约一年，可是工资仅仅是刚好与比利时足协规定的最低工资标准相等，即月薪1000美元。对此博斯曼本人表示难以接受。于是俱乐部随即将他列入了转会名单。随后，法国的一支乙级球会敦刻尔克俱乐部对博斯曼产生了兴趣，提出与博斯曼签约。三个月后，在博斯曼与RFC列日的合同已经到期的情况下，RFC列日队与敦刻尔克俱乐部就博斯曼的转会问题达成了协议，后者向RFC列日队租借博斯曼一年，并支付租金4万美元。若一年后正式转会，则需另支付16万美元的转会费。然而后来，RFC列日又自行更改条件，将转会费提高到100万美元，使该协议成为一纸空文。而敦刻尔克俱乐部表示他们无力支付如此高额的转会费。于是同年7月，仍然不肯与RFC列日队签约的博斯曼，被该俱乐部根据比利时足协的规定，处以“无薪及不得代表RFC列日队以外任何球队踢球”的处罚。这样博斯曼成了无家可归的人，他的经济来源也断绝了。他不愿再为RFC列日队踢球，而后者又不许他为别的球队踢球。这样的荒谬情况在现在几乎不可能发生，然而，在旧有的转会体制下，这却是司空见惯的。
在这样寻求转会不成而又面临俱乐部封杀的情况下，博斯曼决定诉诸法律，捍卫自己的利益。1990年8月，博斯曼一纸诉状将RFC列日、比利时足协和欧洲足联三方一起告上了法庭，要求赔偿他1000万美元。他的诉讼理由是俱乐部不放自己转会的行为，违反了欧盟成员国在1957年签署的“关于欧盟各国公民有权自由选择居住地和自由择业”的《罗马条约》》（Treaty of Rome）。博斯曼在诉讼中将枪口对准了欧洲足球联赛的旧有转会体制，同时要求欧盟责令欧洲足联放开对非欧盟球员的转会限制，因为这样的限制实质上是一种变相的种族歧视。
在向法院起诉的同时，博斯曼也积极地寻找新东家以获得踢球的机会。他后来找到了法国的另一支乙级球会圣康坦俱乐部。但是对方提出了一个附加条件，就是博斯曼必须在这场官司中获胜。然而另一方面，RFC列日也同时在向圣康坦队施加压力，阻止他们收留博斯曼。
1990年11月，列日第一地方法院判博斯曼胜诉，博斯曼终于能够从当年的12月到次年的5月在圣康坦俱乐部踢球。之后，圣康坦继续提出上诉，但列日高级法院裁定一审判决有效，并向欧洲法院提出要求，希望欧洲法院阐明欧盟宪法中规定的欧盟内劳工可以自由流动的条款概念。
1991年6月，博斯曼与圣康坦的合同期满，又没有新的俱乐部与他签约。于是博斯曼陷入了失业状态，只能从政府处领取救济金度日，无奈之下他又将RFC列日俱乐部告上了列日第一地方法院，要求支付赔偿金。列日第一地方法院根据《罗马条约》的前述条款裁定欧洲足联有关球员转会的制度是不合法的。结果RFC列日俱乐部、比利时足协和欧洲足联三家不服判决，联合向比利时最高法院提出上诉。
而此时，为了生存，博斯曼只能于1992年2月加盟法属留尼汪的圣丹尼斯队。1992年6月，列日第一地方法院裁定RFC列日俱乐部在博斯曼转会敦刻尔克俱乐部时进行了非法干涉。同时，法院表示，今后的审议属于违反《罗马条约》的范畴，因此特意将这一诉讼委托总部设在卢森堡的欧洲法院继续进行。
同年9月，博斯曼结束了在法属留尼汪的生活，回到了比利时。他既找不到新东家，又无法领取救济金，生活陷入潦倒。熬到次年的5月他才在比利时的丙级队沙勒鲁瓦奥林匹克俱乐部找到了一份差事，勉强糊口。不过在此期间，他一直没有放弃诉讼。
1994年5月，博斯曼转会到丁级队维斯队。不过他对所效力球队的级别问题已经无暇关心了。一心想着打赢官司的他在官司上耗费了太多的精力，这使他的竞技水平和状态急剧下降，这时的他已经很难引起高级联赛的球会的兴趣了。
1995年3月，比利时最高法院裁定驳回欧洲足联、比利时足协和RFC列日队的上诉。欧洲足联再次表示不服。他们采取了多管齐下的办法，一方面向欧盟部长理事会施加压力，希望他们能帮助欧足联维护对球员的管理权；另一方面，欧足联又向博斯曼表示和解上的诚意，提出以800万法郎私了。至此，经过媒体的大幅度渲染，博斯曼已经成为了全球瞩目的新闻人物。处在风口浪尖的博斯曼已经无法不将官司继续下去了。与此同时，欧洲法院受比利时列日第一地方法院的委托，已经正式受理了这起球员转会导致的官司。此时，博斯曼一方面获得了大众舆论的支持；另一方面，欧洲法院和欧盟的有关官员一再作出对博斯曼有利的表态。种种迹象表明，欧洲法院可能作出的裁决将会对欧洲足联非常不利。

## 博斯曼法案
这一年的12月15日，欧洲法院做出了最后判决，裁定欧洲现行的转会费制度与外援上场名额限制是非法的。此判决为最终裁决，不得上诉。这就是著名的“博斯曼法案”。并判决此案再重新交回布鲁塞尔法庭，由该法庭判决博斯曼应该获得的赔偿金额。
1995年12月15日，成为了世界足球史上具有重要历史意义的一天，也成为了欧洲足球史上里程碑式的日子。一个被认为是三流球员的博斯曼以一己之力将势力强大的RFC列日队、比利时足协和欧洲足联都全部告倒——实行了几十年的外援上场名额限制和转会费制度都被裁定为非法。欧洲足联与欧盟法律的较量以欧洲足联的失败而告终。
判决下达后，欧盟立即介入此事。12月22日，欧盟委员会根据欧洲法院的判决，要求欧洲足联立即接受此判决。欧足联还想做最后的抵抗，但是这已经是徒劳的了。1996年1月19日，欧盟委员会给欧洲足联下达了最后通牒：欧足联必须在6周之内接受欧洲法院有关“博斯曼事件”的裁决。2月19日，欧洲足联被迫决定接受欧盟的要求，废除对于外援上场名额的限制及现行的转会制度。这事实上等于同意了“欧盟关于欧洲足球无权凌驾于欧盟法律之上”的观点。因为在欧盟看来，职业足球是一项经济活动。职业足球只有遵守欧盟的有关法规才能被视作是合法的经济活动。

### 内容
欧盟法院在1995年12月15日所作出的关于“博斯曼事件”的裁决，即所谓博斯曼法案的具体内容如下：
- 欧洲足联关于球员转会以及限制队员国籍等的相关规定属非法条款。
- 欧洲足联限制俱乐部关于外籍球员上场人數的强制规定，有悖于欧盟法律中关于劳工自由流动的条款。根据此前制订的相关法律，只有当涉及球员代表国家队出场的问题时，欧洲足联现有规定方能生效并执行。
- 欧洲足联关于球员转会的规定与欧盟现行法律相抵触。根据现行转会条文，当球员合同期满寻求转会时，新东家必须向球员原所属俱乐部支付转会费或其他形式的补偿。
- 欧盟15个成员国下属的体育管理机构必须执行法院作出的最终决定。

### 影响
博斯曼法案被认为极大地推动了球队之间的球员流动，球员利益得到了极大的保护。球员在合同期满后可以自由选择球队。这使得小俱乐部和小国联赛的球员都希望在合同期满后尽快加盟大球会或大国联赛。而大球会可以凭借自己的优势随心所欲地从下游球会和联赛处搜罗青年才俊。这进一步加剧了大俱乐部和小俱乐部之间的贫富差距。而大球会的外援数量也开始大幅增加，许多大球队屡屡出现球队一线队中外援数量占据绝对多数，甚至上场阵容当中没有一位本土球员的尴尬状况。很多国家和地区的足协认为这极大地阻碍了本土年轻球员的成长，使得本国的国家队出现人才断层，乃至于水平下降。尽管事实上欧洲各国足协相应作了调整，欧盟内部球员转会不受此判决影响，对欧盟国家以外的外援上场的数量仍然做了限制，并没出现在整个联赛的范围内外援占绝对多数的情况，另外对球员转会仍然收取转会费。

## 胜诉之后
博斯曼法案的出台虽然让博斯曼本人赢得了诉讼，但是同时也让他成为了一名争议性人物。虽然一些球星把他视为捍卫球员利益的自由斗士和革命者，但是许多小俱乐部把他当作数典忘祖的不受欢迎的人物。这样一来，作为一名职业球员的博斯曼由于受制于个人能力，在寻找新东家的过程中自然举步维艰。更何况此时的博斯曼已经年过30，再加上持续多年的官司严重牵扯了他的精力，他早已过了自己的足球生涯巅峰期了。
博斯曼退役后失去了稳定的收入，只能依靠比利时政府发放的失业救济金度日。虽然他偶尔也到国外演讲以获得一些出场费，个别球员也会私下给予他一些经济援助，但是他并没有过上宽裕的生活。他所获得的赔偿金拖了4年才全部领到，而其中的三分之一要用来支付律师的代理费。潦倒的生活还让他的个人婚姻破裂。现在的博斯曼仍然只能和父母一起居住。而那些从博斯曼法案获益的球员们似乎已经忘记了他，他本人也认为在他与旧的转会制度对抗的过程中没有得到过来自他们的支持。
博斯曼在2005年的一次采访中说：“如果我在美国打赢了这样的官司，我不仅会一夜成名，而且也会成为百万富翁，因为很多人会感谢我给他们带来了自由。但是在欧洲，这只能是一种奢望。”